# 柏德琳
柏德琳（義大利語：Giovanni Petrin，1934年—2013年10月17日），義大利靈醫會修士、羅東聖母醫院護理人員，多年在臺灣宜蘭縣照顧肺結核病患、植物人、重殘老人，第十屆醫療奉獻獎得主。

## 生平
出身在威尼斯附近農家的柏修士，十二歲時大病，其母向天主禱告若兒子能未來做好事就留下，癒後不久，他便加入靈醫會。
柏德琳在米蘭完成護理教育後，1957年奉派坐船來臺灣宜蘭羅東，初來時不習慣，會躲在棉被裡哭。他作為男護士，被分到開刀房幫范鳳龍。范鳳龍手術搶時效，護理人員跟不上進度的會被痛罵，器械遞錯了就丟回，只有機警的柏德琳最了解能配合。
柏德琳曾被指派到澎湖惠民醫院服務，1967年羅東聖母醫院成立治療肺結核病的丸山聖母分院，1971年接任院長。
柏德琳要求護理及工作人員接觸病人時，不戴口罩、不露嫌惡表情，以免傷病人自尊。病患面色不佳時，他即求買昂貴的維他命等補品；有人食慾不振，他要求廚房立即更換菜色；若有人愁容滿面，他定趨前執著病人的手，殷切地用病人的母語問候；院民悶，他便開著吉普車帶他們上街兜風、到廟裡燒香、還會解籤詩，回程則會將拜過的水果與病房裡其他病友共享，說吃了保平安。同事林素玉回憶，每遇結核病患大出血，第一個下來搶救的，永遠是柏修士，不是醫師。
護理長陳素鑾印象最深的一次，她和柏修士半夜送一名住金瓜石的臨終病人回家，並一步步將病患從石階地抬上去，家屬目睹此情因此跪謝，柏修士收下紅包袋，退回現金就離開。一次，一臨終病人要求抱他、親他，柏院長欣然同意，該病人含笑逝世。他會親自送遺體返家，並按臺灣宗教習俗一路喊「過橋了」、「到家了」，使家屬十分訝異。
柏院長不僅對病患如此，對員工、同僚，他一樣關心。不過，若是員工做事未符柏德琳的要求，他會發飆用義大利語說「滾一邊去」「不得了」。護理長劉淑靜在工讀時代，柏修士就鼓勵她去唸護校，一次將皮包留在柏修士車上，柏修士還她時還多放五百元。
1995年，丸山聖母分院改為療養院，除了結核病患外，也收養植物人等重殘老人。柏德琳會親自為老人餵藥、也自費為他們買營養品、不時為老人們舉辦各種活動、自己作園藝、造景。
澎湖人許蕙芳年輕時遇到當時在惠民醫院服務的柏德琳，她搬來臺北後在2000年開始後每周五晚上到丸山療養院當義工，周日晚間趕回臺北。許蕙芳退休後轉職到長照服務領域，在伊甸基金會為老人作宅沐浴。
一次吳念真問柏德琳修士：「為何要將老人中心設在市區？」柏修士就回：「臺灣人為什麼要把老人院蓋在山上？是認為老人都喜歡住山上嗎？台灣老人特別愛熱鬧、愛到菜市場、到廟裡拜拜，甚至去醫院看門診，不就是要熱鬧、要有人講講話？」
2003年1月24日，內政部長余政憲頒發永久居留證給六名羅東聖母醫院神父或修士，其中呂道南、馬仁光、柏德琳和李智等人曾獲得政府頒發的第五屆、第九屆、第十屆和第十一屆醫療奉獻獎。2007年，義大利總統乔治·纳波利塔诺頒贈柏德琳騎士勳章，4月22日由義大利經濟貿易文化推廣辦事處代表安綺麗代為頒贈。
2011年5月，柏德琳回義大利故鄉安養院生活。他自己四十三年從未向醫院支薪，自己統計在臺灣作過二萬一千多場手術、照顧過八千多名結核病人、為二千多名病患送過終。2013年10月17日在義大利病逝。享壽八十歲。